# فوشازده

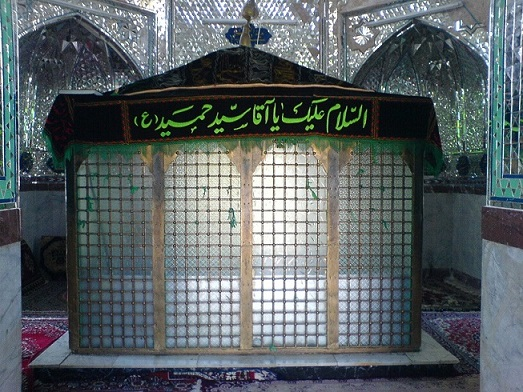
بقعه آقا سید حمید فوشازده

فوشازده، روستایی از توابع بخش مرکزی شهرستان آستانه اشرفیه در استان گیلان ایران است. (به گیلکی:فی شازده)
طبق آخرین آمار سال 1395 جمعیتی بالغ بر 191 خانوار و 484 نفر دارد.محصول عمده اش برنج ،پرورش طیور و دامپروی است.

## تاریخچه
وجود درختان دور حرم آقا سید حمید، با دارا بودن قطری بالغ بر هفت متر، که کارشناسان میراث فرهنگی عمر درخت را قریب به ۷۰۰سال تخمین زده‌اند، خود دلیل بر سکنی گزیده افراد و کشت این درختان چنار به تعداد محدود در گذشته‌های دور است.
مراسم علم بندی یکی از آیین‌های سنتی روستای فوشازده است که بر اساس شواهد بیش از ۱۵۰ سال قدمت دارد و این میراث ارزشمند به شماره ۱۱۴۸ در فهرست آثار ملی کشور به ثبت رسیده است. برنا نیوز
آیین سنتی کرنانوازی یکی از زیباترین و قدیمی‌ترین آیین‌های عزاداری در روستای فوشازده است که تعدادی از اهالی این روستا با حضور در برنامه حسینیه معلی آن را اجرا کردند. ifilo